# Vanna Rosenberg
Vanna Felicia Rosenberg Synnerholm (Farsta, Estocolmo, Suecia, 3 de abril de 1973) es una actriz y cantante sueca. Está casada con el productor de cine Ulf Synnerholm.

## Carrera
Rosenberg empezó como actriz cuando era una niña de parvulario; su madre Annika Isaksson fue pedagogista de drama y todos los niños del parvulario de Rosenberg participaron en el programa de televisión de 1981 Du måste förstå att jag älskar Fantomen.
Como cantante Rosenberg ha sido miembro del grupo de música de bailar Adastra.
1997–2001 Rosenberg estudió en Teaterhögskolan i Stockholm. En 2001 recibió "Guldmasken" por su participación en la farsa Maken till fruar.
En 2009/2010 compite en el programa de televisión På spåret con su padre Göran Rosenberg.

## Filmografía escogida
- 1994 - Rapport till himlen (TV)
- 1996 - Silvermannen (TV)
- 2001 - Björnes magasin (TV)
- 2003 - Kvarteret Skatan (TV)
- 2003/2004 - "Jullovsmorgon" (con Peter Harryson)[5]
- 2004 - Allt och lite till (TV)
- 2007 - En riktig jul (TV ("Julkalendern"))
- 2010 - Bröderna Karlsson
- 2010 - Hotell Gyllene Knorren (TV ("Julkalendern"))
- 2011 - Hur många lingon finns det i världen?
- 2012 - Kvarteret Skatan reser till Laholm